# In the Garden (album de Mano Solo)
Pour l'album d'Eurythmics, voir In the Garden (album d'Eurythmics).
Albums de Mano Solo
Les Animals
(2004) Rentrer au port
(2009)
In the Garden est le 6e album de Mano Solo, sorti en mars 2007.

## Réalisation de l'album
Les textes de l'album ont tous été écrit par Mano Solo, et les musiques sont le fruit de la collaboration entre Mano Solo et ses musiciens : Régis Gizavo (accordéon), Daniel Jamet (guitare), Fabrice Gratien (piano et trompette). 
L'album est issue d'une autoproduction. Le disque a été financé pour partie par un financement participatif, et pour partie grâce à un emprunt bancaire personnel de Mano Solo.

## Liste des chansons
| No  | Titre                    | Durée |
| --- | ------------------------ | ----- |
| 1.  | In the Garden            | 3:08  |
| 2.  | Les Endurants            | 2:53  |
| 3.  | Les Petits Carrés blancs | 3:35  |
| 4.  | Palace                   | 3:33  |
| 5.  | Aimer d'amour            | 2:26  |
| 6.  | La Fortune               | 3:30  |
| 7.  | Entre nous               | 3:53  |
| 8.  | Dans ma mémoire          | 3:33  |
| 9.  | Le Repas                 | 3:15  |
| 10. | No Future                | 4:19  |
| 11. | Toujours le même tableau | 3:20  |
| 12. | Ne sens-tu rien venir    | 2:52  |

## Réception critique
L'album a reçu globalement des critiques positives :
- 7,8 sur 10 sur senscritique.com[3]
- 3,5 sur 5 sur albumrock.net[4]